# Servicefahrer
Servicefahrer ist in Deutschland eine Ausbildungsberufsbezeichnung für einen Beruf, dessen Anerkennung für den 1. August 2005 geplant war und durchgesetzt wurde. Im Jahr 2020 wurden mit der Novellierung des Berufsbildungsgesetzes (BBiG) und der Handwerksordnung (HWO) einige Änderungen eingeführt, so unter anderem eine Mindestausbildungsvergütung oder die Möglichkeiten der Ausbildung in Teilzeit.

## Tätigkeit
Servicefahrer sind ein Bindeglied zwischen Unternehmen und Kunden. Servicefahrer erhalten während ihrer Ausbildung (Betrieb und Berufsschule) ein breites Grundwissen, das je nach Bedarf weiter vertieft werden kann (z. B. Buchhaltung, Disposition, Logistik und EDV-Grundkenntnisse für die firmeninterne Nutzung, Grundkenntnisse der Kommunikation und des Service, damit auch der Umgang mit dem Kunden gewährleistet ist, des Weiteren in Bereichen des Gefahrenguts, der Ladungssicherung, der Lagersicherung und vielem mehr). Servicefahrer erfüllen teilweise zusätzliche Serviceleistungen und dienen dem Kunden vor Ort als Ansprechpartner. Um den Beruf ausüben zu können, wird der Führerschein der Klasse B/BE benötigt, der es erlaubt Kleintransporter mit bis zu 3,5 Tonnen Gewicht zu führen.
Servicefahrer liefern Waren aus. Sie planen ihre täglichen Routen, beladen ihre Fahrzeuge entsprechend der Routenplanung und liefern die Waren zum Kunden. Teilweise stellen sie auch Geräte bei Kunden auf oder warten sie. Auf jeden Fall erbringen Servicefahrer eine zusätzliche Serviceleistung für oder beim Kunden, dadurch unterscheidet sich der Beruf der Servicefahrer erheblich vom Beruf der KEP-Fahrer (KEP = Kurier-, Express- und Postdienstleister), die nur zustellen.
Servicefahrer sind in Unternehmen beschäftigt, die Servicedienstleistungen für Kunden erbringen. Dies sind z. B. Unternehmen im Textilmietservice oder Unternehmen, die mobile Sanitärsysteme oder Büromaschinen ausliefern und einstellen sowie in die Handhabung einweisen. Viel Zeit verbringen Servicefahrer in ihren Fahrzeugen. Wenn sie Geräte aufstellen oder warten, sind sie vor Ort beim Kunden tätig. Stellen sie Touren zusammen oder liefern sie Waren für den Einzelhandel aus, haben sie zum Teil auch Arbeiten in den Lagerräumen der Kunden zu erledigen.

## Ausbildung
Servicefahrer ist ein anerkannter Ausbildungsberuf nach dem Berufsbildungsgesetz. Der Monoberuf wird ohne Spezialisierung nach Fachrichtungen oder Schwerpunkten in Unternehmen ausgebildet, die Serviceleistungen bei Kunden erbringen und in diesem Zusammenhang Waren ausliefern und abholen. Die Ausbildung dauert 2 Jahre.